# The Complete Works
The Complete Works je box set britanskog rock sastava "Queen" koji je objavljen 2. prosinca 1985. godine. Sadrži svih do tada objavljenih svih jedanaest studijskih, jedan live, te jedan bonus album na kojem se nalaze pjesme koje su objavljene na "B" stranama singlova, a nisu objavljene niti na jednom albumu. Box set je dostupan na vinilu i kazetama.

## Nastanak
Nakon nastupa od samo dvadesetak minuta na koncertu "Live Aid" održanog 13. srpnja 1985. godine na Wembley Stadiumu u Londonu kojeg je pratio cijeli svijet, sastav je ušao u svoje najkreativnije razdoblje, iako su prije nastupa mnogi mislili kako je sastav zauvijek izgubljen u "vremenu i prostoru".
Nakon ovakvog neočekivanog uspjeha Mercury je pozvao ostale članove sastava u studio kako bi snimili kao singl zajednički napisanu pjesmu "One Vision", što je bio rijedak slučaj jer su gotovo sve pjesme do tada napisali članovi sastava pojedinačno. Izuzetak su "Stone Cold Crazy", "Soul Brother" i "Under Pressure" (s Davidom Bowiem). Na "B" strani singla nalati se remiksirana verzija nazvana "Blurred Vision".
2. prosinca 1985. godine izdavačka kuća "Parlophone Records" objavljuje box set na kojem se nalaze svih do tada objavljenih jedanaest studijskih, jedan live, te bonus album na kojem se nalaze pjesme koje su objavljene na "B" stranama singlova, a nisu objavljene niti na jednom albumu.
Članovi sastava potpisali su prvih 600 primjeraka box seta, koji su postali prava vrijednost kolekcionarima.
Box set sadži 14 LP ploča i dvije knjige. U prvoj knjizi se nalaze fotografije sastava, kao i rukopisi pjesama, dok se u drugoj nalazi karta svjeta na kojoj su ucratana mjesta gdje je sastav nastupao, kao i poips opreme koje su nosili sa sobom.
Ovaj box set je prilično sveobuhvatan, ali ipak u njemu nedostaje album "Greatest Hits" iz 1981. godine, kao i singlovi koji su objavljeni u raznim zemljama svijeta u izmijenjenim verzijama.
Nakon ovog box seta sastav je objavio četiri studijska albuma: A Kind of Magic (1986.), The Miracle (1989.), Innuendo (1991.) i Made in Heaven (1995.).

## Lista albuma
1. "Queen" (1973)
2. "Queen II" (1974)
3. "Sheer Heart Attack" (1974)
4. "A Night at the Opera" (1975)
5. "A Day at the Races" (1976)
6. "News of the World" (1977)
7. "Jazz" (1978)
8. "Live Killers Vol. 1" (1979)
9. "Live Killers Vol. 2"
10. "The Game" (1980)
11. "Flash Gordon" (1980)
12. "Hot Space" (1982)
13. "The Works" (1984)
14. "Complete Vision" (bonus LP)

## Complete Vision
Na ovom bonus albumu nalazi se 7 pjesama sastava koje su objavljenje na "B" stranama singlova, no nisu bile objavljene na niti jednom studijskom albumu.

### Popis pjesama
1. "See What a Fool I've Been"
2. "A Human Body"
3. "Soul Brother"
4. "I Go Crazy"
5. "Thank God It's Christmas"
6. "One Vision" (Single Verzija)
7. "Blurred Vision"